# Jeffery Taylor
Jeffery Matthew Taylor (ur. 23 maja 1989 roku w Norrköping) – szwedzki zawodowy koszykarz, występujący na pozycji niskiego skrzydłowego bądź rzucającego obrońcy, posiadający także amerykańskie obywatelstwo, aktualnie zawodnik Realu Madryt.
W 2008 został wybrany najlepszym zawodnikiem amerykańskich szkół średnich stanu Nowy Meksyk (New Mexico Gatorade Player of the Year).
Od czerwca 2012 do 2015 zawodnik Charlotte Bobcats. Karierę koszykarską rozpoczął podczas studiów na uniwersytecie Vanderbilt, gdzie reprezentował barwy drużyny Vanderbilt Commodores. Po ukończeniu studiów zgłosił się do draftu NBA 2012, w którym został wybrany z numerem 31. przez Charlotte Bobcats.
27 sierpnia 2015 podpisał umowę z hiszpańskim klubem Realu Madryt.

## Osiągnięcia
Stan na 21 czerwca 2019, na podstawie, o ile nie zaznaczono inaczej.
NCAA
- Uczestnik:
  - II rundy turnieju NCAA (2012)
  - turnieju NCAA (2010–2012)
- Mistrz turnieju konferencji Southeastern (SEC – 2012)
- Zaliczony do:
  - I składu:
    - SEC (2012)
    - defensywnego SEC (2010–2012)
    - pierwszoroczniaków SEC (2009)
    - turnieju Legends Classic (2012)

  - II składu SEC (2010, 2011)

Klubowe
- Mistrz:
  - Euroligi (2018)
  - Interkontynentalnego Pucharu FIBA (2015)
  - Hiszpanii (2016, 2018, 2019)
- Wicemistrz Hiszpanii (2017)
- 4. miejsce w Eurolidze (2017)
- Zdobywca:
  - pucharu Hiszpanii (2016, 2017)
  - superpucharu Hiszpanii (2018)
- Finalista pucharu Hiszpanii (2018, 2019)
- 3. miejsce w:
  - Eurolidze (2019)
  - superpucharze Hiszpanii (2017)

Reprezentacja
- Brązowy medalista mistrzostw Europy U–20 dywizji B (2008)
- Zwycięzca kwalifikacji do Eurobasketu (2017)
- Uczestnik:
  - mistrzostw Europy:
    - 2013 – 13. miejsce
    - U–18 dywizji B (2006 – 5. miejsce, 2007 – 5. miejsce)

  - pucharu Alberta Schweitzera (2008)